# Mierovo
Mierovo (maď. Béke, nem. Krotendörfl, v minulosti nesprávne aj Tyrnaugedl) je obec na Slovensku v okrese Dunajská Streda.

## Poloha obce
Obec leží v Podunajské rovině v západní části Žitného ostrova. Střed obce je v nadmořské výšce 124 m n. m. a je sedm kilometrů od Šamorína, 21 kilometrů od Dunajské Stredy a 27 kilometrů od Bratislavy.

## Historie
Mierovo bylo poprvé písemně zmíněno v roce 1260 jako Beke. V roce 1828 zde bylo 33 domů a 241 obyvatel,Do roku 1948 se obec nazývala Beke nebo také Béke. V letech 1948 až 1960 se obec nazývala Sklenárovo. V roce 1960 byla obec přejmenována na Mierovo (maďarské slovo Béke znamená mír).

## Pamětihodnosti
- Římskokatolický kostel Všech svatých, původně postavený ve 13. století v románském slohu, upravený v barokním slohu v 18. století
- Pozdně barokní kaštel, dvoupodlažní stavba na půdorysu obdélníku se středním rizalitem, z druhé poloviny 18. století. Úpravami prošel ve druhé polovině 19. století. Ve druhé polovině 20. století zde sídlila škola a MNV. V současnosti je kaštel v soukromém vlastnictví.[3]